# Hari Kostov
Hari Kostov (Probištip, 13. studenog 1959. godine) bio je premijer Makedonije od svibnja 2004. do studenog 2004. godine. 
Bio je imenovan za Predsjednika Vlade od strane skupštine 31. svibnja 2004, dva tjedna nakon što ga je predložio predsjednik Branko Crvenkovski. Kostov je bio ekonomski savjetnik makedonske vlade i Svjetske Banke tijekom osamdesetih i devedesetih godina prošloga stoljeća. Bio je ministar unutarnjih poslova u vladi Branka Crvenkovskog u razdoblju od 2002. do 2004. godine, dok Crvenkovski nije bio izabran za predsjednika države. Kostov je zadržao mnoge dužnosnike iz kabineta svojeg prethodnika.
Kostov je podnio ostavku 15. studenog 2004. zbog nesuglasica unutar Vlade, naročito između ministara albanske i makedonske nacionalnosti. Položaj je napustio 18. studenog 2004., kada je njegova ostavka prihvaćena. Naslijedio ga je Vlado Bučkovski. 
Trenutno je izvršni direktor Komercijalne Banke - Skoplje. Tu pozicija imao je i prije ulaska u Vladu.